# 1678 en arts plastiques
| Années des arts plastiques : 1675 - 1676 - 1677 - 1678 - 1679 - 1680 - 1681    |
| Décennies des arts plastiques : 1640 - 1650 - 1660 - 1670 - 1680 - 1690 - 1700 |

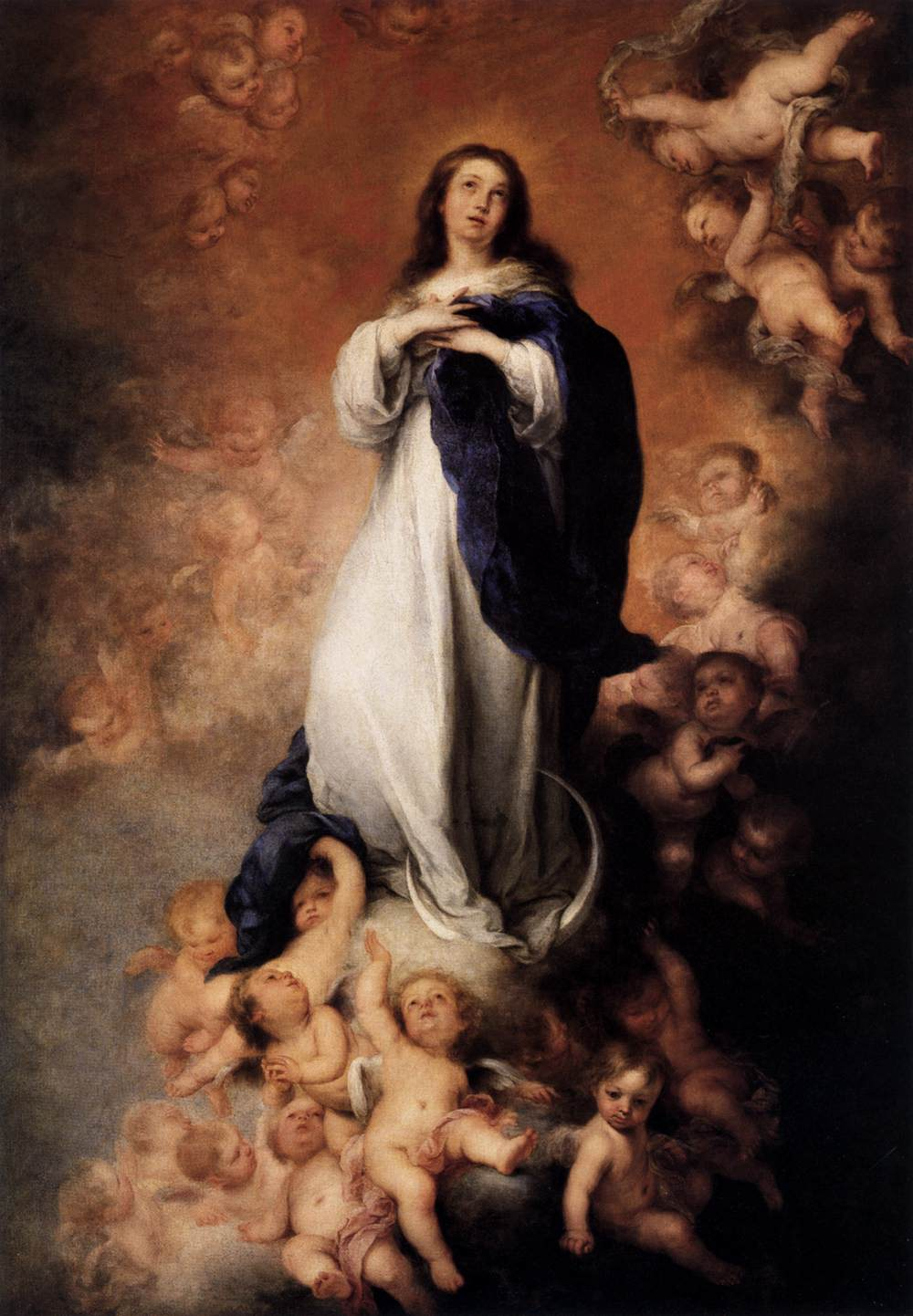
L’Immaculée Conception, toile de Murillo..

Cette page concerne l'année 1678 en arts plastiques.

## Naissances
- 24 mai : Alexis Grimou, peintre portraitiste († ? mai 1733),
- 3 juin : Domenico Antonio Vaccaro, sculpteur, architecte et peintre baroque italien de l'école napolitaine († 13 juin 1745),
- 9 juillet : Jean-Baptiste Scotin, graveur français († 1740),
- ?  :
  - Giovanni Francesco Bagnoli, peintre baroque italien († 1713),
  - Domenico Guardi, peintre rococo italien († 1716).

## Décès
- 30 janvier : Antonio de Pereda, peintre espagnol du siècle d'or (° 20 mars 1611),
- 26 février : Gilles Guérin, sculpteur français (° 1611),
- 6 juin :  Willem van Aelst, peintre néerlandais (° 1603),
- 18 octobre : Jacob Jordaens, peintre flamand (° 19 mai 1593),
- 19 octobre : Samuel van Hoogstraten, peintre, graveur et poète néerlandais (° 2 août 1627),
- 20 novembre : Karel Dujardin, peintre et graveur néerlandais (° 27 septembre 1626),
- 9 décembre :
  - Robert Nanteuil, graveur, dessinateur et pasteliste français (° 1623),
  - Jürgen Ovens, peintre et marchand d'art hollando-allemand (° 1623),
- ? :
  - Walthère Damery, peintre d’histoire, de paysage et de portraits (° 1614).
  - Giacomo Torelli, peintre et scénographe italien (° 1604),
- Vers 1678 :
- Domenico de Benedettis, peintre italien (° vers 1610).